# Май Шаоянь
Май Шаоянь (19 січня 1979) — китайська хокеїстка на траві.
Учасниця Олімпійських Ігор 2004 року.
Переможниця Азійських ігор 2006 року.
Бронзова призерка Чемпіонату Азії 2004 року.